# День германского единства
День германского  единства (нем. Tag der Deutschen Einheit) — национальный праздник современной Федеративной Республики Германии, отмечается 3 октября в день вхождения Восточного Берлина и ГДР в состав ФРГ. 
День германского единства является нерабочим днём и единственным государственным праздником Федеративной Республики Германия.

## История праздника
В Федеративной Республике Германия «День германского единства» (нем. Tag der deutschen Einheit, со строчной буквой d) был введён в 1954 году в память о событиях 17 июня 1953 года в ГДР и праздновался 17 июня с 1954 по 1990 годы.
После объединения Западной и Восточной Германий, в 1990 году, национальный праздник объединённой страны предполагалось сначала перенести на 9 ноября — день падения Берлинской стены. Однако поскольку этот день был связан с тёмными периодами в истории Германии (пивной путч в 1923 году и ноябрьские погромы 1938 года), для нового государственного праздника была выбрана другая дата — 3 октября 1990 года — день окончательного объединения двух немецких государств. Дата 3 октября была закреплена в статье 2 договора об объединении Германии, от 31 августа 1990 года, в качестве новой даты празднования «Дня германского единства» (нем. Tag der Deutschen Einheit, теперь с заглавной буквой D).
Сегодня 3 октября является единственным государственным праздником Германии, установленном на федеральном уровне. Все остальные праздники регулируются землями (государствами) Германии.